# Darro (község)
Darro egy község Spanyolországban, Granada tartományban. Darro Morelábor, Huélago, Guadix, Purullena, Cortes y Graena, La Peza, Diezma, Iznalloz és Píñar községekkel határos. Lakosainak száma 1695 fő (2024).

## Népesség
A település népessége az elmúlt években az alábbi módon változott:
| Lakosok száma | 1474 | 1490 | 1438 | 1468 | 1467 | 1501 | 1557 | 1599 | 1636 | 1695 |
|               | 2001 | 2004 | 2006 | 2009 | 2011 | 2014 | 2016 | 2019 | 2021 | 2024 |